# Amazone poudrée
Amazona farinosa
Espèce
Statut de conservation UICN

 LC  : Préoccupation mineure
Statut CITES
L'Amazone poudrée (Amazona farinosa), dite aussi Amazone meunier ou Amazone farineuse, est une espèce d'oiseaux néotropicaux de la famille des Psittacidae.

## Description
Cet oiseau mesure environ 39 cm. Son plumage est globalement vert avec une teinte gris blanchâtre, les plumes à l’arrière de la tête et de la nuque sont vertes avec des pointes de violet-gris et des pointes noirâtres, il existe parfois une couronne jaunâtre, complètement absente chez certains spécimens, la queue est verte avec les pointes verdâtre jaunes, les plumes de la queue
peuvent parfois avoir des taches rouges, la peau autour des yeux est blanchâtre, l’iris est brunâtre à rouge; Le bec et les pattes sont sombres.
Avant la maturité sexuelle, les jeunes n’ont pas de couronne jaune et l’iris est sombre brun.

## Répartition et sous-espèces
Selon la classification de référence du Congrès ornithologique international (15.1, 2025) :
- A. f. guatemalae (Sclater, 1860) — du sud-est du Mexique au nord du Honduras ;
- A. f. virenticeps (Salvadori, 1891) — du Honduras à l'ouest du Panama ;
- A. f. farinosa (Boddaert, 1783) — du Panama à la forêt atlantique (aire fragmentée) ;